# Frare de Nova Bretanya
El frare de Nova Bretanya (Philemon cockerelli) és un ocell de la família dels melifàgids (Meliphagidae).

## Hàbitat i distribució
Habita els boscos de les illes de Rooke i Nova Bretanya a l'arxipèlag de Bismarck.